# Condado de Graham (Arizona)
El condado de Graham es uno de los 15 condados del Estado estadounidense de Arizona. La sede del condado es Safford, y su mayor ciudad es Safford. El condado posee un área de 12 020 km² (los cuales 31 km² están cubiertos por agua), la población de 33 489 habitantes, y la densidad de población es de 3 hab/km² (según censo nacional de 2000). Este condado fue fundado en 1881.